# 花巻市街地循環バス

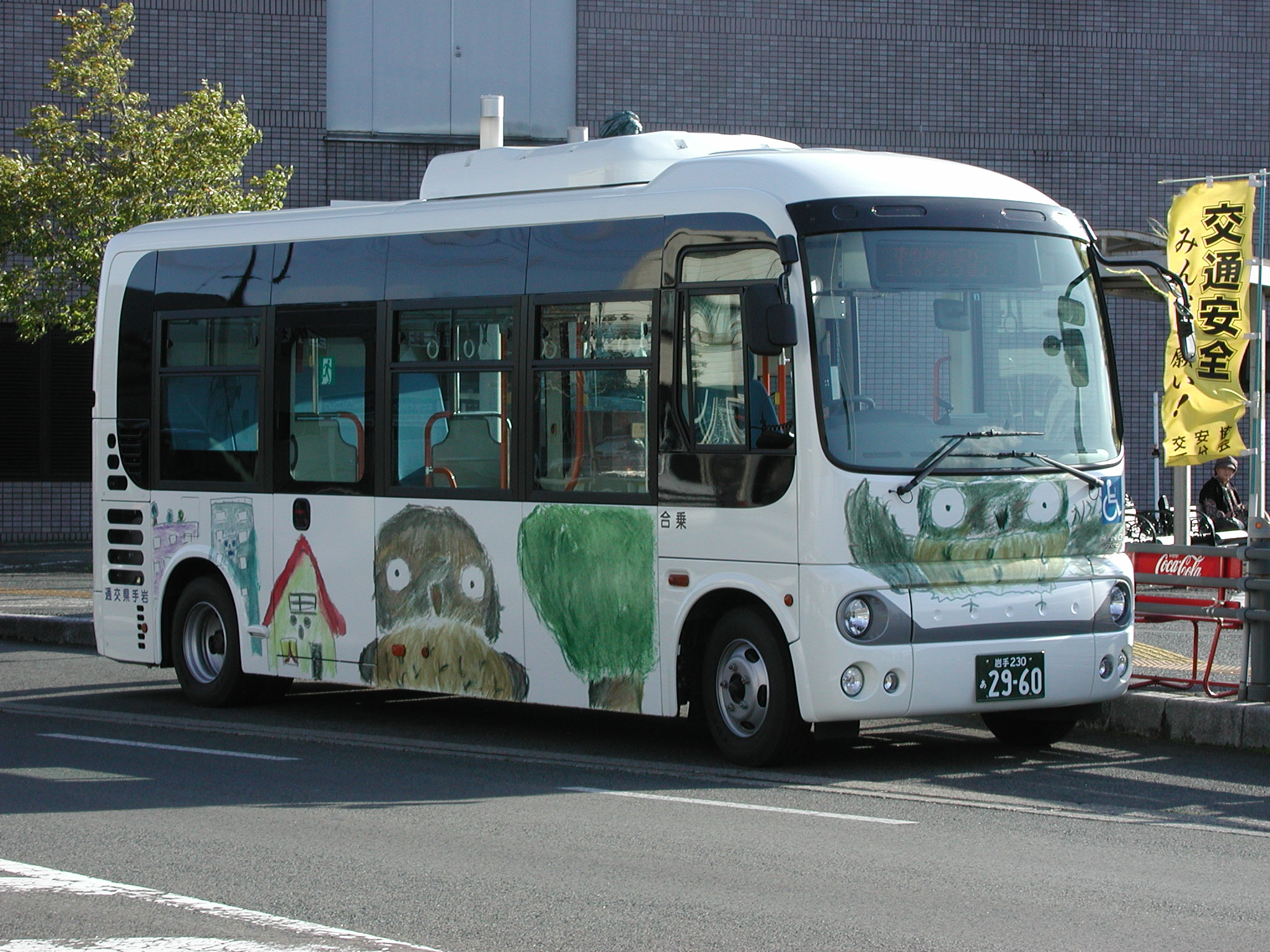
2009年10月から使われている新型車両（花巻駅にて：2009年10月）

花巻市街地循環バス（はなまきしがいちじゅんかんバス）は、岩手県花巻市により運行されているコミュニティバスである。愛称は右回り線が「ふくろう号」、左回り線が「星めぐり号」である。

## 概要
市内循環バスの設定目的は、東北新幹線の新花巻駅から花巻市中心街や賢治記念館をはじめとした観光施設へのアクセスとして、また、地域住民の中心市街地内での移動手段の確保である。
平成18年度の調査では、1便あたり18.7人の利用があり、微増傾向にある。しかし、花巻市の負担は、運行コースが初期よりも長くなったこともあり、約792万円とこちらも増加傾向にある。
2009年10月1日には、ふくろう号の運行体系が大幅に見直され、運行経路を市街地のみにし、名称を「花巻市街地循環バス」に改称した。また、公共施設や商業施設が集積する不動地区へのルートに拡大し、本数も1日6便から1日10便に増便される。これによって、観光客特化路線から生活密着路線への転換が図られる。また運行業務受託者が岩手県交通に変更となった。花巻営業所で担当する。
2018年10月1日には、本数も1日10便から1日20便に増便される。これによって、愛称は右回り線が「ふくろう号」のままだが、左回り線は「星めぐり号」に変更となった。

## 運行路線
- ふくろう号 ： 花巻駅前 → 花巻市役所 → 上町 → 桜町 → 石神町 → 文化会館前 → 保健センター前 → 桜台（アルテマルカン） → シーナシーナ花巻 → 花巻駅前
- 星めぐり号 ： 花巻駅前 → 桜台（アルテマルカン） → 保健センター前 → 文化会館前 → 石神町 → 桜町 → 上町 → 花巻市役所 → シーナシーナ花巻 → 花巻駅前

## 「花巻市内循環バス」時代の運行経路
※2009年9月30日まで
- 新花巻駅 - 矢沢保育園 - 賢治記念館口 - 新渡戸記念館前 - 我生 - イトーヨーカドー前 - 花巻駅前 - 桜台（アルテマルカン） - 松雲台 - 文化会館前 - 桜木町二丁目 - 厚生病院前 - 上町 - 花巻駅前 - イトーヨーカドー前 - 我生 - 賢治記念館口 - 新渡戸記念館前 - 矢沢保育園 - 新花巻駅
  - 「太字」区間（矢沢保育園 - 新渡戸記念館前 - 我生間）内 - 左回り第3便では経由しない。
- 実際のバス運行業務は早池峰バスに委託され、早池峰バス所有の小型貸切車を使用していた。

## 運賃
- 大人：100円（小学生：50円、未就学児：無料）均一。
  - 運行当初はバスカードが利用できたが、2018年10月1日より利用不可となっている[1]。
  - 2025/08/13現在、現金または岩手県交通発行のIwate Green Pass（イワテグリーンパス）、Suica（スイカ）などの交通系ICカード、PayPay（ペイペイ）での支払いが可能である。

## 車両
2009年10月1日のダイヤ改正より、新車両として日野・ポンチョが導入された。現在は「ふくろう号」専用車両として使用されている。ちなみに、「星めぐり号」専用車両には日野・リエッセが使用されている。
- 「ふくろう」のゴロ合わせをしたナンバープレートになっている。なお専用車が検査等で使用できない時は一般車両が使用される。
- 車両デザインは小学生がデザインされたものを採用している。